# معجم العين
معجم العين هو أول معجم منسق للغة العربية، قام بكتابته الخليل بن أحمد الفراهيدي وأتمه ورتبه الليث بن المظفر الليثي الكناني ويعتمد في ترتيبه على مخارج الحروف من أعمق نقطة في الحلق مرورا بحركات اللسان وحتى أطراف الشفتين، وبذلك يكون أول حروفه هو العين وأخرها هو الميم، ثم تتبعهم حروف العلة الجوفية (و، ي، أ).

## التطور والنشأة
على الرغم من وجود بعض المحاولات لتدوين معاجم من قبل هذا المعجم، إلا أن معجم العين كان أول محاولة ناجحة وفعالة لأنه بني على خطة ثابتة نجدها في هيكل الكتاب وتقسيماته كما أرتاها الخليل.
وقد اعتمد في بناء معجمه على ما ذكره الصرفيون من قبل في حصر لأبنية الكلمة وجعلها إما ثنائية أو ثلاثية أو رباعية أو خماسية، فقام بوضع الكلمات مجردة بدون أي إزادة، ثم صنفهم بنظام التقليبات، فجمع المفردات المؤلّفة من حروف واحدة في موضع واحد، ثم دعّم شرح المادة اللغوية بشواهد من القرآن الكريم والسنة النبوية الشريفة والشعر وفصيح الكلام
ثم في تصنيف الكلمات في تلك الأبواب، كان يضع الكلمة في باب أقصى حروفها من حيث النطق، ولا ترد في أي باب آخر، أي على سبيل المثال:
- (لعب) تأتي في حرف العين لأنه أقصاها مخرجاً.
- (رزق) تأتي في حرف القاف لأنه أقصاها مخرجاً.
- (حزن) حرف الحاء...
- (شدّ) حرف الشين...
- (جرى) حرف الجيم...
- (وقى) حرف القاف...
- (كرسوع) حرف العين...
- (عندليب) حرف العين...

وبذلك يكون ترتيب الحروف ومن ثم الأبواب طبقاً للمعجم هو: (ع ح هـ خ غ ق ك ج ش ض ص س ز ط د ت ظ ث ذ ر ل ن ف ب م وا ي همزة)

## عن المؤلف
الخليل بن أحمد (100 - 170هـ، 718 - 786م). أبو عبد الرحمن الخليل بن أحمد بن عمرو بن تميم الفراهيدي البصري. وهو عربي الأصل من أزْد عُمان. لغوي ومعجمي ومنشئ علم العروض. نشأ الخليل بن أحمد بالبصرة وتربّى فيها، وكان مولعا بالدرس والبحث. وقد لازم حلقات أستاذيه عيسى بن عمر وأبي عمرو بن العلاء. وأمّا أستاذه عيسى بن عمر فقد كان إماماً في العربية والقراءات، وصنف كتابي الجامع والإكمال. وأبو عمرو بن العلاء كان أستاذاً للعربية وإمامًا في دراستها. وقد روى الخليل عن أيوب وعاصم الأحول وغيرهما وأخذ عنه سيبويه والأصمعي والنضّر بن شُميَْل. قال ابن المعتز: «كان الخليل منقطعًا إلى الليث فيما صنفه». وهو أستاذ سيبويه. والحكايات والمرويات المذكورة في كتاب سيبويه كلها مروية عن الخليل وكلما قال سيبويه ̧وسألته·، أو ̧قال· من غير أن يذكر قائله فهو يعني الخليل. وقد وهب الله الخليل بن أحمد ذكاءً خارقًا وفطنة كانت مضربًا للمثل في عصره. وجمع إلى ذلك تقوى وزهداً وورعًا وهمّة عالية. وقد فُتحت له مغاليق أبواب العلوم، فهو عالم اللغة والنحو والعروض والموسيقى وكان شاعرًا. فتحت معرفته بالإيقاع والنظم له بابًا لابتكار علم العروض. فقد نظر في شعر العرب وأحاط بإيقاعاته. ودفعه حسّه المرهف وتذوقه للإيقاع لاستخراج علم العروض، حيث اهتدى إلى أوزان الأشعار وبحورها وقوافيها. وأسدى بمجهوده هذا خدمة جليلة عظيمة للشعر العربي لم يسبقه إليها سابق، وجاراه فيها من أتى بعده. وظلت تُنسب إليه إلى اليوم.

## المخطوطات والطبعات
يقال: إن مخطوطات الكتاب الأصلية ظلت موجودة حتى القرن الرابع عشر ثم اختفت، ولم يظهر بعد ذلك سوى نسخ مترجمة أو منقولة، ولم يتم إصدار الكتاب في عصرنا الحديث حتى حصل أحد الباحثين ويدعى الدكتور عبد الله درويش على نسخ منقولة من إنجلترا وألمانيا ونسخة بالكاظمية في بغداد ونشر جزءا من الكتاب عام 1967، ثم قام باحثان آخران هما مهدي المخزومي وإبراهيم السامرائي بتحقيق الكتاب كله ونشراه كاملا لأول مرة بالعراق في ثمانية مجلدات بين عامي 1980 و1985.

## المعاجم التي تبعت العين
1. البارع – أبو علي القالي (280-356هـ)
2. تهذيب اللغة – أبو منصور الأزهري (282-370هـ)
3. المحيط في اللغة – الصاحب بن عباد (324-385هـ)
4. مختصر العين – أبو بكر الزبيدي (- 379هـ)
5. المحكم – ابن سيده (398-458هـ)[4]

## مدرسة الجمهرة
ولصعوبة طريقة العين في ترتيب الحروف فقد حاول بعض اللغويين تيسير تلك الطريقة لتكون أسهل للمطّلعين على المعجم، ومن أشهر مَنْ جدّد في طريقة العين أبو بكر بن دريد في معجمه الجمهرة (223-321هـ).
أدخل ابن دريد على منهج العين تغييراتٍ عديدةً محاولةً منه تيسير طريقته المعقّدة، وجاءت تغييراته بأنه.
1. قسّم الكتاب إلى أبنية من الثنائي المضاعف والثلاثي والرباعي والخماسي وما يلحق بهما.
2. قسم تلك الأبنية إلى حروف بالترتيب الألفبائيّ.

- وقد بدأ كلّ بابٍ بالحرف المعقود له مع ما يليه في الترتيب الألفبائيّ، فمثلاً في باب (التاء) بدأ بها مع الثاء، ثمّ بها مع الجيم، وبعد نهاية الحروف تأتي التاء مع الهمزة، ثمّ التاء مع الباء. كما أتبع كل هذه الأبواب بأبواب للّفيف والنوادر.

1. قلّب الألفاظ التي تقع تحت كل حرف على الصور المستعملة في العربية.